# Turnspiel
Als Turnspiele werden die Spiele bezeichnet, die in den Vereinen des Deutschen Turner-Bundes (DTB) betrieben werden oder wurden.
Man kann unterscheiden zwischen:
1. Turnspielen im engeren Sinne. Sie bzw. ihre Regeln sind im DTB oder schon in der Deutschen Turnerschaft (DT) entstanden (z. B. Schlagball, Faustball, Prellball).
2. Turnspielen im weiteren Sinne. Sie werden vom DTB als Fachverband durchgeführt (z. B. Ringtennis, Indiaca, Korfball).
3. Sonderfall Handball: Handball löste sich nach dem Zweiten Weltkrieg völlig aus der Turnbewegung. Seit der Gründung eines eigenen Verbandes (Deutscher Handballbund, DHB), spätestens aber seit der Professionalisierung dieses Sports, wird Handball im Allgemeinen nicht mehr als Turnspiel verstanden oder bezeichnet.

## Geschichte

### Turnspiele auf den Deutschen Turnfesten bis 1913
Bis 1913 wurden Turnspiele ohne Ermittlung eines Turniersiegers oder Meisters ausgetragen.:
- 1885 in Dresden: Barlauf, Lauf- und Ballspiele
- 1894 in Breslau: Schlagball, Faustball, Barlauf, Schleuderball, Grenzball (sowie Fußball)
- 1898 in Hamburg: 81 Freundschaftsspiele im Schlagball, außerdem Faustball, Trommelball, Barlauf, Schleuderball (sowie Fußball)
- 1903 in Nürnberg: 110 Freundschaftsspiele im Faustball, außerdem Trommelball, Schlagball, Schleuderball, Barlauf (sowie Fußball und Radball)
- 1908 in Frankfurt: 319 Spiele im Schlagball, Faustball, Trommelball, Barlauf (sowie Fußball)
- 1913 in Leipzig: Meisterschaftsspiele im Schlagball, Faustball (sowie Fußball, Wasserball); Freundschaftsspiele: 6 Schlagball-, 104 Faustball-, 4 Fußball-, 2 Hockey-, 3 Barlauf-, 5 Trommelballspiele

### Deutsche Meisterschaften
Außer im Grenzball und im bis zum Ersten Weltkrieg offensichtlich recht beliebten Barlauf (gelegentlich auch: Barrlauf), wurden ab 1913 schrittweise deutsche Meisterschaften eingeführt.
| Spiel                   | Männer                                | Frauen                                | Mixed                                 |
| ----------------------- | ------------------------------------- | ------------------------------------- | ------------------------------------- |
| Schlagball              | 1913–1954                             | 1921–1936                             | Rotes X oder Kreuzchensymbol für nein |
| Faustball (Feld)        | seit 1913                             | seit 1921                             | Rotes X oder Kreuzchensymbol für nein |
| Faustball (Halle)       | seit 1971                             | seit 1973                             | Rotes X oder Kreuzchensymbol für nein |
| Handball (Feld)         | 1921–1975                             | 1921–1973                             | Rotes X oder Kreuzchensymbol für nein |
| Handball (Halle)        | seit 1950 (DHB)                       | seit 1958 (DHB)                       | Rotes X oder Kreuzchensymbol für nein |
| Korbball (Feld)         | Rotes X oder Kreuzchensymbol für nein | 1921–1999                             | Rotes X oder Kreuzchensymbol für nein |
| Korbball (Halle)        | Rotes X oder Kreuzchensymbol für nein | seit 1969                             | Rotes X oder Kreuzchensymbol für nein |
| Schleuderballspiel      | 1921–1924                             | Rotes X oder Kreuzchensymbol für nein | Rotes X oder Kreuzchensymbol für nein |
| Trommelball             | Rotes X oder Kreuzchensymbol für nein | 1921–1923                             | Rotes X oder Kreuzchensymbol für nein |
| Prellball               | seit 1964                             | seit 1964                             | Rotes X oder Kreuzchensymbol für nein |
| Völkerball              | Rotes X oder Kreuzchensymbol für nein | seit 1996 (Pokal)                     | Rotes X oder Kreuzchensymbol für nein |
| Ringtennis              | seit 1931                             | seit 1931                             | seit 1931                             |
| Ringtennis (Mannschaft) | Rotes X oder Kreuzchensymbol für nein | Rotes X oder Kreuzchensymbol für nein | seit 1971                             |
| Korfball                | Rotes X oder Kreuzchensymbol für nein | Rotes X oder Kreuzchensymbol für nein | seit 1995 (Pokal)                     |
| Indiaca                 | seit 1998                             | seit 1998                             | seit 1998                             |

Nach der Spielordnung der DT und heute des DTB ist zur Durchführung von deutschen Meisterschaften (DM) die Beteiligung von mindestens vier Turnkreisen bzw. heute Landesturnverbänden erforderlich. Dies hat zur Folge, dass im Schlagball, Schleuderballspiel und Trommelball (auch: Tamburinball) eine DM nicht mehr, im Völkerball und Korfball noch nicht ausgetragen wird.
Unterbrechungen (z. B. durch die Weltkriege) wurden in der Tabelle nicht berücksichtigt.

### Regionale Meisterschaften und Pokale
- Trommelball ist heute de facto ausgestorben.
- Beim Schlagball gilt dies für Meisterschaften ebenfalls. Es gibt derzeit deutschlandweit nur einen einzigen eingetragenen Verein, die Kieler Keulen. Sie richten jährlich zwei Turniere für Städtemannschaften aus. Darüber hinaus gibt es seit über 60 Jahren einen jährlichen Inselvergleichskampf zwischen Spiekeroog und Langeoog.
- Für das Schleuderballspiel existieren zwei Landesligen in Niedersachsen (Oldenburg und Ostfriesland) mit entsprechendem Unterbau (Bezirksliga, Bezirksklasse, Kreisklasse, Jugendliga).
- Zweier-Prellball wird in Hessen in je einer Landesliga (Männer und Frauen) mit entsprechendem Unterbau (Verbands- und Bezirksligen, sowie Landesligen für Kinder, Jugendliche und Junioren) gespielt.
- Völkerball wird inzwischen (November 2006) in sechs Landesverbänden gespielt. Die Sieger und Vizemeister tragen ein Turnier um den DTB-Pokal aus, der als inoffizielle DM gelten kann. In den meisten Verbänden wird die Einführung einer Bundesliga für 2007 diskutiert.
- Im Indiaca führt der CVJM-Sportverband Eichenkreuz bereits seit 1979 (Männer) bzw. 1981 (Frauen und Mixed) Meisterschaften nach eigenen Regeln durch. Als Vorläufer der DM des DTB gab es von 1995 bis 1997 einen DTB-Pokal.
- Korfball wird im Punktspielbetrieb in je einer Regionalliga und einer Oberliga Nord-West gespielt, die 2007 gegründet wurden. Deren Unterbau bilden zwei Verbandsligen (Rheinischer und Westfälischer Turnerbund). Die restlichen Vereine sind so weit über Deutschland verstreut, dass an weitere Ligen nicht zu denken ist. (Ein Verein aus Dresden spielte gar in der 2. Tschechischen Liga!). Auch im Korfball gibt es einen DTB-Pokal (auch: Deutscher Korfball-Cup), an dem ein Verein pro Landesturnverband teilnehmen kann. 2007 waren es erstmals acht Teilnehmer: SVK Beiertheim (Badischer Turner-Bund), KGB München (Bayerischer Turnspiel Verband), FU Berlin (Berliner Turnerbund), MTV Hohenkirchen (Niedersächsischer Turnerbund), TuS Schildgen (Rheinischer Turnerbund), Elbelche Dresden (Sächsischer Turnerbund), VfB Ulm (Schwäbischer Turnerbund) und der HKC Albatros aus Castrop-Rauxel (Westfälischer Turnerbund).

### Turnspielmeisterschaften
Bis 1971 wurden deutsche Meisterschaften in den Turnspielen auf einer gemeinsamen Veranstaltung durchgeführt. In der Regel handelte es sich um ein Wochenende Anfang oder Mitte September. Bis dahin waren die regionalen Sieger ermittelt, die das Turnier bestritten.
Eine Ausnahme ergab sich für das Handballspiel. Dies hatte seine Saisoneinteilung vom Fußball entlehnt und war daher nicht auf den Turnspielmeisterschaften vertreten. Eine weitere Ausnahme ergab sich für den Termin in den Jahren, in denen ein Deutsches Turnfest stattfand: In einigen Jahren wurden die Turnspielmeisterschaften im Rahmen des Turnfestes ausgetragen, und damit ein bis zwei Monate früher (so 1913, 1923, 1928, 1933 und 1948). 1953 und 1958 fanden wegen des Turnfestes keine Turnspielmeisterschaften statt. Die Turnfestsieger dieser Jahre galten aber nicht als Deutsche Meister.
In der Deutschen Turnerschaft waren die Kreismeister der größeren Turnkreise direkt qualifiziert; die Meister der kleineren Turnkreise hatten insgesamt drei bis vier Turniere zu bestreiten (Kreisgruppenmeisterschaften), in denen zusätzlich je ein Kreisgruppenmeister für die Endrunde ermittelt wurde.
Im Reichsbund für Leibesübungen nahmen die Gaumeister am Endturnier teil. Ggf. ermittelten sie vorher im K.-o.-System die Endrundenteilnehmer.
Im Deutschen Turner-Bund waren die Meister der Landesturnverbände qualifiziert.
Mehrere Gründe führten schließlich zur Aufgabe einheitlicher Turnspielmeisterschaften: Es fanden sich immer weniger Städte bereit, das komplette Programm durchzuführen und die entsprechenden Sportstätten zur Verfügung zu stellen. In fast allen Spielen – zuerst im Faustball – wurden Bundesligen gegründet, die eine Endrunde der Regionalmeister überflüssig machten. Zu den Freiluftspielen kamen reine Hallenspiele (Prellball), die andere Wettkampfstätten benötigten. Gerade im Prellball werden außer den Deutschen Meistern der Leistungsklasse auch Meister in den verschiedenen Altersklassen der Junioren und Senioren beider Geschlechter ermittelt.
| - 1913: Leipzig (= Vorläufer) a - 1921: Hannover - 1922: Dresden - 1923: München a - 1924: Altenburg (Thüringen) - 1925: Halle (Saale) - 1926: Leipzig - 1927: Apolda (Thüringen) - 1928: Köln a - 1929: München - 1930: Weimar - 1931: Chemnitz - 1932: Bremen - 1933: Stuttgart a - 1934: Nürnberg b - 1935: Hannover - 1936: Schweinfurt - 1937: Erfurt - 1938: Hamburg - 1939: ausgefallen (geplant: Dresden) - 1940: Chemnitz c - 1941: Ulm c - 1942: Nürnberg c - 1943: Augsburg c - 1944–1946: nicht ausgetragen | - 1947: Krefeld - 1948: Frankfurt am Main a - 1949: Köln - 1950: Schweinfurt - 1951: Bremen - 1952: Oberhausen - 1953: nicht ausgetragen d - 1954: Stuttgart e - 1955: Karlsruhe - 1956: Delmenhorst - 1957: Hanau - 1958: nicht ausgetragen d - 1959: Bremerhaven - 1960: Tübingen - 1961: Coburg - 1962: Delmenhorst - 1963: Essen a - 1964: Schweinfurt - 1965: Hanau - 1966: Duisburg-Wedau - 1967: Bamberg - 1968: Ludwigshafen am Rhein - 1969: Bremerhaven - 1970: Wilhelmshaven - 1971: Schweinfurt |

### Turnspiele international
Außerhalb Deutschlands sind nahezu alle dieser Spiele in eigenen Dachverbänden organisiert, eher selten im jeweiligen Turnverband (in der Schweiz Faustball und Korbball).
In fast allen Spielen werden internationale Wettkämpfe oder zumindest Länderspiele ausgetragen.
| Spiel                                         | Männer                                | Frauen                                | Mixed                                 |
| --------------------------------------------- | ------------------------------------- | ------------------------------------- | ------------------------------------- |
| Faustball (Feld)                              |                                       |                                       |                                       |
| Weltmeisterschaft                             | seit 1968                             | seit 1994                             | Rotes X oder Kreuzchensymbol für nein |
| World Games                                   | seit 1985                             | seit 2022                             | Rotes X oder Kreuzchensymbol für nein |
| Europameisterschaft                           | seit 1965                             | seit 1993                             | Rotes X oder Kreuzchensymbol für nein |
| Faustball-Weltpokal (Vereine)                 | 1986–2017                             | 1997–2017                             | Rotes X oder Kreuzchensymbol für nein |
| Faustball-World-Tour (Vereine)                | seit 2018                             | seit 2018                             | Rotes X oder Kreuzchensymbol für nein |
| Europapokal (Vereine)                         | seit 1963                             | seit 1993                             | Rotes X oder Kreuzchensymbol für nein |
| IFV-/IFA-/EFA-Pokal (Vereine)                 | seit 1991                             | Rotes X oder Kreuzchensymbol für nein | Rotes X oder Kreuzchensymbol für nein |
| Faustball (Halle)                             |                                       |                                       |                                       |
| Europapokal (Vereine)                         | seit 1984                             | seit 1994                             | Rotes X oder Kreuzchensymbol für nein |
| Handball (Feld)                               |                                       |                                       |                                       |
| Olympische Spiele                             | 1936                                  | Rotes X oder Kreuzchensymbol für nein | Rotes X oder Kreuzchensymbol für nein |
| Weltmeisterschaft                             | 1938–1966                             | 1949–1960                             | Rotes X oder Kreuzchensymbol für nein |
| Europapokal (Vereine)                         | 1968–1970                             | Rotes X oder Kreuzchensymbol für nein | Rotes X oder Kreuzchensymbol für nein |
| Handball (Halle): hier nicht gelistet (s. o.) |                                       |                                       |                                       |
| Ringtennis                                    |                                       |                                       |                                       |
| Weltmeisterschaft                             | seit 2006                             | seit 2006                             | seit 2006                             |
| Korfball                                      |                                       |                                       |                                       |
| Weltmeisterschaft                             | Rotes X oder Kreuzchensymbol für nein | Rotes X oder Kreuzchensymbol für nein | seit 1978                             |
| World Games                                   | Rotes X oder Kreuzchensymbol für nein | Rotes X oder Kreuzchensymbol für nein | seit 1985                             |
| Europameisterschaft                           | Rotes X oder Kreuzchensymbol für nein | Rotes X oder Kreuzchensymbol für nein | seit 1992                             |
| Europapokal (Vereine)                         | Rotes X oder Kreuzchensymbol für nein | Rotes X oder Kreuzchensymbol für nein | seit 1967                             |
| Indiaca                                       |                                       |                                       |                                       |
| Weltmeisterschaft                             | seit 2001                             | seit 2001                             | seit 2001                             |
| Weltpokal (Vereine)                           | seit 2002                             | seit 2002                             | seit 2002                             |
| Tamburello                                    |                                       |                                       |                                       |
| Europapokal (Feld)                            | seit 1996                             | seit 2001                             | Rotes X oder Kreuzchensymbol für nein |
| Europapokal (Halle)                           | seit 1993                             | seit 1993                             | Rotes X oder Kreuzchensymbol für nein |

- Tamburello: Am Europacup nehmen nur Clubmannschaften aus Italien und (Süd-)Frankreich teil, am Hallen-Europapokal neuerdings auch Nationalmannschaften anderer Länder. Die Mannschafts-Variante (fünf Spieler bzw. Spielerinnen pro Team) ist nahezu identisch mit dem Spiel Trommelball, das von den 1890er- bis in die 1920er-Jahre auch in der Deutschen Turnerschaft praktiziert wurde. Jedoch wird im heutigen Tamburello bis 13 Punkte gespielt, im alten Trommelball nach fester Spielzeit.
- Im Prellball gibt es noch keine internationalen Wettbewerbe; es wird außerhalb Deutschlands inzwischen auch in Österreich, der Schweiz, Schweden und Argentinien betrieben. Erste Länderspiele wurden bereits ausgetragen.
- Korbball gibt es nur in Deutschland und der Schweiz. Zwischenstaatlicher Spielverkehr findet nicht statt, da die Regeln in beiden Ländern sehr unterschiedlich sind, siehe Korbball und Korbball (Schweiz).